# Dorama del 2010
Questa è una lista di dorama del 2010 per indice di ascolto prodotti dalle reti televisive nazionali giapponesi.

## Lista didoramastagionali del 2010
| Titolo                                           | Stagione, orario    | Genere                       | Canale TV, ascolti | Protagonisti                                                         | Temi musicali     | Episodi | Opere correlate                                     |
| ------------------------------------------------ | ------------------- | ---------------------------- | ------------------ | -------------------------------------------------------------------- | ----------------- | ------- | --------------------------------------------------- |
| Code Blue 2                                      | Inverno 11/1-22/3   | Medico Lavorativo Drammatico | Fuji TV 16,6%      | Tomohisa Yamashita Yui Aragaki Erika Toda                            | Mr. Children      | 11      | Code Blue                                           |
| Magerarenai Onna                                 | Inverno 13/1-17/3   | Lavorativo                   | NTV                | Miho Kanno                                                           |                   | 10      |                                                     |
| Yamato Nadeshiko shichi henge (serie televisiva) | Inverno 15/1-19/3   | Commedia                     | TBS                | Kazuya Kamenashi Yūya Tegoshi Aya Ōmasa Hiroki Uchi                  | KAT-TUN           | 10      | Yamato Nadeshiko shichi henge                       |
| Hidarime Tantei Eye                              | Inverno 23/1-13/3   | Poliziesco Mistero           | NTV                | Ryōsuke Yamada Yū Yokoyama                                           | Hey! Say! JUMP    | 8       |                                                     |
| Bloody Monday (serie televisiva) 2               | Inverno 23/1-20/3   | Thriller                     | TBS                | Haruma Miura Takeru Satō                                             | Flumpool          | 9       | Bloody Monday                                       |
| Nakanai a Kimeta Hi                              | Inverno 26/1-16/3   | Lavorativo                   | Fuji TV            | Nana Eikura Haruna Kawaguchi Naohito Fujiki Jun Kaname Anne Watanabe |                   | 8       |                                                     |
| Mother                                           | Primavera 14/4-23/6 | Drammatico                   | NTV                |                                                                      |                   | 11      |                                                     |
| Kaibutsu-kun (serie televisiva)                  | Primavera 17/4-12/6 | Commedia Horror              | NTV                | Satoshi Ōno Masahiro Matsuoka                                        |                   | 9       | Carletto il principe dei mostri Kaibutsu-kun (film) |
| Tumbling                                         | Primavera 17/4-26/6 | Sportivo Scolastico          | TBS                | Yūsuke Yamamoto Kōji Seto Shohei Miura                               |                   | 11      |                                                     |
| Hammer Session!                                  | Estate 10/7-18/9    | Scolastico Commedia          | TBS                | Mokomichi Hayami Mirai Shida                                         | Spyair            | 11      |                                                     |
| Mioka                                            | Estate 10/7-18/9    | Drammatico Familiare Medico  | NTV                | Yuriko Yoshitaka Kento Hayashi                                       | Masaharu Fukuyama | 10      |                                                     |
| Moteki                                           | Estate 16/7-1/10    | Commedia                     | TV Tokyo           | Mirai Moriyama                                                       |                   | 12      |                                                     |
| Natsu no koi wa nijiiro ni kagayaku              | Estate 19/7-20/9    | Romantico                    | Fuji TV            | Jun Matsumoto Yūko Takeuchi                                          |                   | 10      |                                                     |
| Himitsu                                          | Autunno 15/10-10/12 | Drammatico Mistero           | TV Asahi           | Mirai Shida Kuranosuke Sasaki Hikari Ishida                          |                   | 9       |                                                     |
| Q10                                              | Autunno 16/10-11/12 | Scolastico Romantico         | NTV                | Takeru Satō Atsuko Maeda                                             |                   | 9       |                                                     |
| Jūi Dolittle                                     | Autunno 17/10-19/12 | Medico Lavorativo Drammatico | TBS                | Shun Oguri Mao Inoue Hiroki Narimiya                                 |                   | 9       |                                                     |
|                                                  |                     |                              |                    |                                                                      |                   |         |                                                     |